# Sainte-Anne (Loir-et-Cher)
Sainte-Anne is een gemeente in het Franse departement Loir-et-Cher (regio Centre-Val de Loire) en telt 348 inwoners (2005). De plaats maakt deel uit van het arrondissement Vendôme.

## Geografie
De oppervlakte van Sainte-Anne bedraagt 5,1 km², de bevolkingsdichtheid is 68,2 inwoners per km².
De onderstaande kaart toont de ligging van Sainte-Anne (Loir-et-Cher) met de belangrijkste infrastructuur en aangrenzende gemeenten.

## Demografie
Onderstaande figuur toont het verloop van het inwonertal (bron: INSEE-tellingen).